# Hipoteca

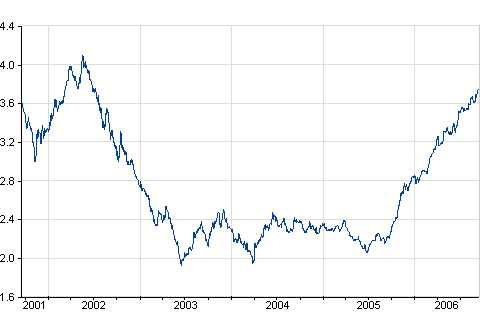
Evolução da taxa Euribor entre 2001 e 2006, usada em grande parte das hipotecas na Europa.

Hipoteca (do latim hypotheca, derivado do grego ὑποϑήκη, cognato de ὑποτίϑημι "pôr sob", "dar como empenho") é uma garantia real extrajudicial e incide sobre bens imóveis ou equiparados que pertençam ao devedor ou a terceiros.
Alguns exemplos de bens que podem ser dados em hipoteca são habitações, navios e aeronaves.

## Conceito
É Direito Real de Garantia sobre bem imóvel e móveis infungíveis, que dispensando a tradição, mantém o devedor na posse do bem, exigindo-se tão somente a solenidade do registro, e não a tradição.
A hipoteca, necessariamente, não implica tradição haja vista que sua pretensão é a de que o bem permaneça na posse do devedor para que este possa retirar os frutos da coisa e pagar a dívida. Deste modo, este instituto não impede o real aproveitamento da coisa. Ou seja, o devedor continua exercendo todos os seus direitos de proprietário, retirando todas as utilidades do bem, exercendo todos os poderes da propriedade, todas as vantagens, sejam elas: uso, disposição, fruição etc.
Destarte, o devedor hipotecário pode até alienar a coisa, dar em garantia novamente, pois é nula a cláusula que impede a livre disposição desse bem hipotecado.
A venda não atinge a garantia, dado o princípio da sequela, inerente ao instituto, ou seja, mesmo que o imóvel hipotecado seja vendido, a hipoteca continua, por isso se diz que é acessório pois acompanha o bem principal e só se extingue de acordo com as regras instituídas no art 1.499 do Código Civil.
A hipoteca necessita da outorga uxória ou marital entre pessoas casadas, com exceção no regime de separação total de bens

## Características da hipoteca
- Indivisibilidade - Modos de extinção da hipoteca:

1. extingue com o pagamento total da dívida, deste modo, a quitação parcial não extingue a dívida.
2. pelo perecimento da coisa;
3. pela resolução da propriedade;
4. pela renúncia do credor;
5. pela remição;
6. pela arrematação ou pela adjudicação.

## Prazo de decadência
O prazo de decadência da hipoteca é de 30 anos, segundo o art. 1.485 do Código Civil, com redação dada pela Lei nº 10.931/2004, modificando o prazo anterior, compreendido entre a data de entrada do Código Civil de 2002 e a entrada em vigência da legislação mencionada anteriormente, segundo a qual, o prazo era de 20 anos. Após esse prazo ela se extingue. Esta extinção diz respeito à garantia, não extinguindo, portanto, o crédito e o devedor torna-se quirografário.

## Espécies de hipoteca
As hipotecas podem classificar-se em:
- Legais – têm origem na aplicação da lei independentemente da vontade das partes. Art. 1489, CC. É aquela onde a própria lei a constitui a favor de determinados credores. A hipoteca legal tem por fim garantir a reparação de danos.
- Judiciais – resultam da sentença condenatória. Exige-se que esta seja registrada em cartório de imóveis, mesmo que seja dada pelo juiz. Pode ser estipulada, por exemplo, nos casos de sentenças transitada em julgado de crimes, para efeito de resguardo de futura indenização na esfera cível.
- Voluntárias - são as mais vogais e surgem naturalmente dos contratos. São chamadas, também, de hipotecas convencionais.
- Pré-Pagas - são naturais como as outras, porem pagas anualmente.

Na hipoteca condominial, para que se proceda aos registros das partes comuns necessariamente todos terão aprovar sob pena de invalidade do ônus.

## Pluralidade de hipotecas
O fato de já estar constituída uma hipoteca não exclui a possibilidade de que se constitua uma nova sobre o mesmo imóvel, sem que haja consentimento do primeiro.
A hipoteca para ser válida deve ser registrada na conservatória do registo predial.

## Utilização da hipoteca no direito brasileiro
Ao contrário de grande parte dos países, no Brasil a utilização da hipoteca tem perdido espaço, especialmente para a alienação fiduciária.
A prática deve-se ao fato de que o credor hipotecário é preterido pelos créditos trabalhista, tributário e, mais recentemente, com a edição da Súmula 478, STJ, pelos condominiais. O que na prática retira muito de sua garantia. A execução extrajudicial da hipoteca, prevista para as entidades integrantes do Sistema Financeiro da Habitação, também encontra muitas contestações a respeito de sua constitucionalidade.
Dessa forma, a garantia cada vez mais difundida nos financiamentos imobiliários é a alienação fiduciária em garantia, onde o devedor transfere a propriedade para o credor como garantia da dívida, ainda que semelhantemente à hipoteca, mantenha a posse do bem.
A vantagem fica evidente porque, em caso de inadimplemento, o credor pode consolidar a propriedade em seu nome, não existindo mais preferências ao crédito trabalhista ou tributário, uma vez que o bem já não é mais de propriedade do devedor desde o início do financiamento.
O procedimento extrajudicial para a consolidação da propriedade, por outro lado, tende a sofrer menos questionamentos, uma vez que o credor não está tomando bens do devedor sem uma ação judicial, mas apenas consolidando o que já era seu.

## Hipoteca no Crédito à Habitação em Portugal
Num crédito à habitação, normalmente é o próprio imóvel que é dado como garantia hipotecária.  O facto de dar uma boa garantia pode fazer com que consiga bons spreads, uma vez que diminui o risco do banco. Os empréstimos com garantia (como uma casa no crédito à habitação) tendem a ter juros mais baixos do que em empréstimos sem garantia uma vez que, caso o mutuário entre em default, a instituição tem esse ativo para salvaguardar a dívida.
Na altura do empréstimo, deve saber que, em princípio, só lhe será financiada 80% da habitação. Este rácio, chamado de Loan-to-Value, é uma forma das instituições se salvaguardarem em relação ao risco do empréstimo.
No crédito hipotecário, contudo, se o devedor entrar em incumprimento pode ver-se sem a garantia. A mesma será vendida e o dinheiro que daí receber será utilizado para pagar ao credor.